# Vengeance Falls
Vengeance Falls – szósty studyjny album amerykańskiej grupy muzycznej Trivium. Album ukazał się 15 października 2013 roku nakładem Roadrunner.

## Lista utworów
1. „Brave This Storm” - 4:29
2. „Vengeance Falls” - 4:13
3. „Strife” - 4:29
4. „No Way to Heal” - 4:05
5. „To Believe” - 4:32
6. „At the End of This War” - 4:47
7. „Through Blood and Dirt and Bone” - 4:26
8. „Villainy Thrives” - 4:54
9. „Incineration: The Broken World” - 5:52
10. „Wake (The End is Nigh)” - 6:00